# バブル (2006年の映画)
『バブル』（英: The Bubble, ヘブライ語: הבועה, HaBuah）は、2006年に公開されたイスラエルの映画。
エイタン・フォックス監督のこの作品は、いずれもゲイであるイスラエル人とパレスチナ人の恋愛を描いている。
タイトルは、不安定なイスラエルにある平和的な都市テルアビブのことを象徴している。
2007年7月13日に第16回東京国際レズビアン&ゲイ映画祭でアジア初上映された。

## キャスト
- ノアム：オハド・クノラー（ヘブライ語版、英語版）
- アシュラフ：ヨセフ・スウィード（ヘブライ語版、英語版）
- ルールー：ダニエラ・ヴィルツァー（ヘブライ語版、フランス語版）
- ヤーリー：アロン・フリードマン（ヘブライ語版、フランス語版）
- ジハード：シュレディ・ジャバリン（ヘブライ語版、英語版）
- シャウル：ツィヨン・バルーフ（ヘブライ語版）
- ゴラン：ゾハル・リバ（ヘブライ語版）